# Engie Lab Crigen
Engie Lab Crigen est le centre R&D et d’expertise du Groupe Engie dédié aux nouvelles sources d’énergie (hydrogène, biogaz et gaz liquéfiés), aux nouvelles utilisations de l’énergie dans les villes, aux bâtiments et à l’industrie du futur, son impact sur l'environnement et la sociologie et aux technologies émergentes (science informatique et intelligence artificielle, drones et robots, nanotechnologies et capteurs). Le centre de recherche est basé à Stains,,,.

## Historique
Engie Lab CRIGEN est la résultante de la création en 2018 par GRTGaz du laboratoire RICE, séparant et transférant les activités "R&D infrastructures gazières" d’Engie Lab Crigen au nouveau centre de recherche. Cette évolution résulte tout à la fois d’une exigence réglementaire de la Commission de Régulation de l’Energie (CRE), pour que GRTgaz renforce son indépendance par rapport à sa maison mère, le groupe Engie. Cette séparation permet de compartimenter les activités de transports régulées et les activités dérégulées, au sein de deux laboratoires distincts.
Le Laboratoire Drones et Robots a été créé en 2017 rassemblant le savoir faire de plusieurs départements du groupe Engie.
Les laboratoires du Crigen étaient situés sur le site du Landy, près du stade de France, à Saint-Denis (Seine-Saint-Denis) avant d'être transférés à Stains en janvier 2020. La surface du site du Landy devant accueillir le futur centre aquatique olympique en 2024.
En 2020, le centre de R&D réalise une première mondiale en produisant du gaz renouvelable à̀ partir de combustibles solides de récupération (CSR), permettant ainsi aux déchets de composition variée : bois, papiers, cartons ou plastiques de trouver une déboucher autre que l'enfouissement.